# غوزاء (قارة)

تعديل مصدري - تعديل

غوزاء هي إحدى قرى عزلة قارة بمديرية قارة التابعة لمحافظة حجة، بلغ تعداد سكانها 144 نسمة حسب تعداد اليمن لعام 2004.